# 三原順子 パーフェクト・ベスト
『三原順子 パーフェクト・ベスト』（みはらじゅんこ パーフェクト・ベスト）は、三原順子のベスト・アルバム。2010年7月7日発売。発売元はキングレコード。規格品番はKICS-1578。

## 解説
CD帯：2010年レコード・デビュー30周年を迎えた三原順子（現在・三原じゅん子）ベスト・アルバム。
キングレコード所属歌手（元所属も含む）のベスト・アルバムシリーズ「The Perfect Best Series」の1作。1980年9月21日にシングル・レコード「セクシー・ナイト」（K07S-35）で歌手デビューをしてから30周年を迎えたタイミングで発売されたシングル・コレクション・アルバムである。
19曲目と20曲目には個人名義でないシングル曲も収められ（#収録曲参照のこと）、キングレコードから発売された全20枚のシングルA面すべてが収録された。
歌詞ブックレットには歌詞のほか、鈴木啓之によるライナーノーツが2ページにわたり掲載されている。

## 収録曲
| #         | タイトル                                          | 作詞                           | 作曲         | 編曲         | 時間  |
| --------- | ------------------------------------------------- | ------------------------------ | ------------ | ------------ | ----- |
| 1.        | 「セクシー・ナイト」                              | 亜蘭知子                       | 長戸大幸     | 長戸大幸     | 3:47  |
| 2.        | 「ド・ラ・ム」                                    | 亜蘭知子                       | 長戸大幸     | 中島正雄     | 3:53  |
| 3.        | 「サニーサイド・コネクション」                    | 竜真知子                       | 網倉一也     | 松井忠重     | 4:02  |
| 4.        | 「いとしのサマーボーイ」                          | 竜真知子                       | 川口真       | 萩田光雄     | 3:55  |
| 5.        | 「真っすぐララバイ」                              | 三浦徳子                       | 筒美京平     | 船山基紀     | 3:33  |
| 6.        | 「氷河期」                                        | 三浦徳子                       | 幸耕平       | 若草恵       | 3:52  |
| 7.        | 「だって・フォーリンラブ・突然」                  | T.C.R.、横浜銀蝿R.S.、山田麗子 | TAKU         | 中島正雄     | 2:55  |
| 8.        | 「靴音（STILL LIVERPOOL）」                       | 山田麗子                       | 増尾元章     | 松井忠重     | 3:53  |
| 9.        | 「ホンキでLove me Good!」                         | TAKU                           | TAKU         | 中島正雄     | 3:10  |
| 10.       | 「ミスティ・ヒロイン」                            | 来生えつこ                     | 南佳孝       | 松井忠重     | 3:13  |
| 11.       | 「悲・GEORGE」                                    | 山田麗子                       | 井上大輔     | 井上大輔     | 2:45  |
| 12.       | 「気まぐれSTING」                                 | 山田麗子                       | 入江純       | 木森敏之     | 3:41  |
| 13.       | 「夢心中〜MY DESIRE〜」                           | なかにし礼                     | 宇崎竜童     | 小針克之助   | 3:57  |
| 14.       | 「じゃじゃ馬ならし」                              | 及川恒平                       | 芹澤廣明     | 桜庭伸幸     | 3:32  |
| 15.       | 「口唇からショット・ガン」                        | 宮原芽映                       | NOBODY       | 入江純       | 3:42  |
| 16.       | 「とてもいけない過去」                            | 阿木燿子                       | かしぶち哲郎 | かしぶち哲郎 | 3:39  |
| 17.       | 「So Deep」                                       | 勝田誠                         | Haward Killy | Haward Killy | 4:31  |
| 18.       | 「殺しはLemon Juiceで」                           | Annie                          | Haward Killy | Haward Killy | 3:57  |
| 19.       | 「Let's Go 青春」(VOCAL：Junko&Cheer Leader)      | 亜蘭知子                       | 青山八郎     | 河野土洋     | 3:06  |
| 20.       | 「Easy悪Rock'n Roll」(VOCAL：三原じゅん子&嶋大輔) | 美衣紫かず美                   | 木下豊美雄   | 入江純       | 2:58  |
| 合計時間: | 合計時間:                                         | 合計時間:                      | 合計時間:    | 合計時間:    | 72:01 |

- 本CDでは「作詩」と表記